# Det koptiska egypterevangeliet
Det koptiska Egypterevangeliet förefaller vara en setianskt gnostisk skrift som i efterhand försetts med en kristen inledning och avslutning. Den är, i sitt ursprungliga skick, troligen författad efter 140 e.Kr. (eftersom den vidareutvecklar motiv från Satornilos gnostiska riktning, men före 180 e.Kr. (eftersom den förefaller opåverkad av den platoniserande utvecklingen i kretsarna bakom Allogenes och liknande skrifter. 
Det skall inte förväxlas med Det grekiska egypterevangeliet.